# عبد الله بن محيريز الجمحي
عبد الله بن محيريز الجمحي تابعي شامي، وأحد رواة الحديث النبوي.

## نسبه
عبد الله بن محيريز بن جنادة بن وهب بن لوذان بن سعد بن جمح من بنو جمح.

## سيرته
نشأ عبد الله بن محيريز بن جنادة بن وهب الجمحي القرشي يتيمًا، في حجر زوج أمه الصحابي أبي محذورة المؤذن الذي انتقل به إلى الشام حيث سكن بيت المقدس.
عاش ابن محيريز حياته متعبدًا في الشام، حتى مات في خلافة الوليد بن عبد الملك.

## روايته للحديث النبوي
- روى عن: عبادة بن الصامت وأبي محذورة ومعاوية بن أبي سفيان وأبي سعيد الخدري[5] وأبي عبد الله الصنابحي[3] وأوس الثقفي وثابت بن السمط وعبد الله بن السعدي وفضالة بن عبيد الأنصاري وأبي جمعة الأنصاري وأبي صرمة الأنصاري المازني وأم الدرداء.[2]
- روى عنه: خالد بن معدان ومكحول الشامي وحسان بن عطية وابن شهاب الزهري وأبو زرعة يحيى بن أبي عمرو السيباني وإسماعيل بن عبيد الله بن المهاجر وإبراهيم بن أبي عبلة[3] وأسيد بن عبد الرحمن الخثعمي وبسر بن عبيد الله الحضرمي وجبلة بن عطية وحرب بن قيس وخالد بن دريك والعباس بن نعيم وأبو بكر عبد الله بن حفص بن عمر بن سعد بن أبي وقاص وأبو قلابة الجرمي وعبد الله بن نعيم بن همام القيني وعبد ربه بن سليمان بن زيتون وابنه عبد الرحمن بن عبد الله بن محيريز وعبد العزيز بن عبد الملك بن أبي محذورة وأبوه عبد الملك بن أبي محذورة وأبو معاوية عبد الواحد بن موسى الفلسطيني وعثمان بن أبي سودة وعطاء بن أبي مسلم الخراساني وعقبة بن وساج ومحمد بن يحيى بن حبان ويحيى بن حسان البكري الفلسطيني.[2]
- الجرح والتعديل: قال عنه العجلي: «عبد الله بن محيريز شامي، تابعي، ثقة من خيار الناس»، كما روى له الجماعة.[4]

## مكانته الدينية
قال عنه الذهبي: «كان من العلماء العاملين، ومن سادة التابعين»، وقال رجاء بن حيوة: «إن يفخر علينا أهل المدينة بعابدهم ابن عمر، فإنا نفخر عليهم بعابدنا ابن محيريز»، وقال أيضًا: «كان ابن محيريز صموتًا، معتزلاً في بيته»، وقال: «بقاء ابن محيريز أمان للناس»، وقال عبد الرحمن الأوزاعي: «من كان مقتديًا، فليقتد بمثل ابن محيريز، إن الله لم يكن ليضل أمة فيها ابن محيريز»، وقال خالد بن دريك: «كانت في ابن محيريز خصلتان ما كانتا في أحد ممن أدركت من هذه الأمة، كان من أبعد الناس أن يسكت عن حق بعد أن تبين له. يتكلم فيه، غضب في الله من غضب، ورضى فيه من رضى، وكان من أحرص الناس أن يكتم من نفسه أحسن ما عنده». وقد ذكر حفيده عمرو بن عبد الرحمن بن عبد الله بن محيريز أن جده ابن محيريز كان يختم القرآن قراءة في كل جمعة. وقيل: «لم يكن بالشام أحد يستطيع أن يعيب الحجاج علانية إلا ابن محيريز وأبو الأبيض العنسي.».